# سپکوت
سپکوت (به انگلیسی: Sapcote) یک روستا و محله مدنی در بریتانیا است که در Blaby واقع شده‌است. سپکوت ۲٬۴۴۲ نفر جمعیت دارد.